# グーフィーのマイホームパパ
『グーフィーのマイホームパパ』（原題：Father's Week End）は、ウォルト・ディズニー・プロダクション（現：ウォルト・ディズニー・カンパニー）が製作した1953年6月20日公開のアニメーション短編映画作品。グーフィーの短編映画シリーズの第45作目である。

## あらすじ
平日は休みなく働き、週末でのんびり過ごしたいグーフィーなのですが・・・。

## スタッフ
- 製作：ウォルト・ディズニー
- 監督：ジャック・キニー
- 作画：ヒュー・フレイザー、ジョン・シブレー、ジョージ・ニコラス、エド・アーダル
- 効果：ジョージ・ローリー
- 脚本：ディック・キニー、ブライス・マック
- 美術：アル・ツァイネン
- 背景：アル・デンプスター
- 音楽：ジョセフ・S・デュビン

## キャスト
| キャラクター | 原語版               | 旧吹き替え版 | 新吹き替え版 |
| ------------ | -------------------- | ------------ | ------------ |
| グーフィー   | ピント・コルヴィッグ | 小山武宏     | 島香裕       |
| 妻           |                      |              |              |
| ジュニア     |                      |              |              |
| ナレーター   |                      | 江原正士     | 大平透       |